# 福原銭太郎

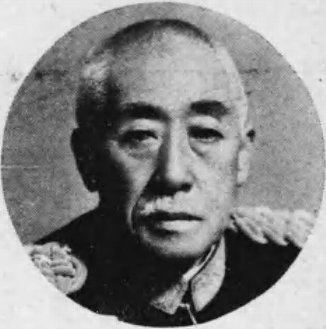
福原銭太郎

福原 銭太郎（ふくはら せんたろう、慶応3年2月24日（1867年3月29日） - 昭和13年（1938年）9月26日）は、日本の陸軍軍人、最終階級は陸軍中将。三重県桑名町長、長島村長。

## 人物
伊勢国桑名郡長島村（現在の三重県桑名市）出身。士族・福原資英の長男として生まれ、1896年に家督を継ぐ。1884年（明治17年）に陸軍士官学校（旧9期）に入学し、1887年（明治20年）に卒業。同年7月歩兵少尉に任官し、陸軍大学校（10期）で学び、日清戦争に出征した。陸軍士官学校教官、参謀本部部員、近衛師団参謀を歴任。日露戦争時には第12師団高級参謀を務め、その後は留守第12師団参謀長、歩兵第68連隊初代連隊長、臨時朝鮮派遣歩兵第1連隊長、第16師団参謀長、第26旅団長を歴任した。1916年（大正5年）8月、独立守備隊司令官に就任し、在任中に鄭家屯事件の対応にあたった。1918年（大正7年）7月24日、中将に昇進と同時に待命となり、翌年1月15日に予備役編入となった。
1920年（大正9年）、桑名町長に選出され、10年間在職した。また1922年（大正11年）には三重県会議員に当選し、2期務めた。その後、1931年（昭和6年）から1933年（昭和8年）まで長島村長を務めた。

## 栄典
位階
- 1890年（明治23年）10月15日 - 正八位[7]
- 1905年（明治38年）4月7日 - 正六位[8]
- 1907年（明治40年）12月27日 - 従五位[9]
- 1913年（大正2年）1月30日 - 正五位[10]
- 1918年（大正7年）2月28日 - 従四位[11]
- 1919年（大正8年）2月14日 - 正四位[12]

勲章等
- 1905年（明治38年）11月30日 - 勲四等瑞宝章[13]
- 1920年（大正9年）11月1日 - 大正三年乃至九年戦役従軍記章[14]

## 親族
- 福原鐐二郎 - 弟。東北帝国大学総長。学習院長。貴族院議員[1]。
- 調所恒徳 - 妻やすの兄[2]